# 厚嘴拟啄木鸟
，是䴕形目巨嘴拟啄木鸟科的一种鸟类。
厚嘴拟啄木鸟体重约57.3克，翼长约88.8毫米，嘴峰长约19毫米，喙宽度约7.8毫米，喙厚度约10.1毫米，跗蹠长约24.6毫米，尾长约67.7毫米。厚嘴拟啄木鸟在其分布区内为留鸟，其栖息在密集的高大树木组成的森林中，食性为草食性，主要食物来源是水果。
厚嘴拟啄木鸟分布于哥斯达黎加和巴拿马西部的湿润山地森林。该物种是单型物种，没有亚种分化。